# Schlacht von Sasireti
Die Schlacht von Sasireti war eine Schlacht im Frühjahr 1042 bei dem damaligen Dorf Sasireti in der Region Kartli in Georgien zwischen König Bagrat IV. und Fürst Liparit IV.
Baghrat wurde unterstützt von Warägerkriegern aus Schweden, Liparit von byzantinischen Einheiten. Die Schlacht endete mit einem Sieg der Rebellen.